# Сан Франческо I (Потенца)
Сан Франческо I (итал. San Francesco I) је насеље у Италији у округу Потенца, региону Базиликата.
Према процени из 2011. у насељу је живело 71 становника. Насеље се налази на надморској висини од 816 м.